# Одесса (пароходофрегат)
«Одесса» — колёсный пароходофрегат Черноморского флота Российской империи.
Один из четырёх однотипных пароходофрегатов, заказанных в Англии для нужд Черноморского флота и непосредственно принимавших участие в боевых действиях Крымской войны.

## История постройки
В июне 1841 года императором Николаем I было принято решение о заказе в Англии четырёх пароходофрегатов «с тем, чтобы в военное время можно было их обратить на полезное употребление при флоте». Заказ судов был поручен новороссийскому генерал-губернатору М. С. Воронцову при участии адмирала М. П. Лазарева.
В комиссию по подготовке «Положения о новом пароходном сообщении с Константинополем», располагавшуюся в Одессе, вошли действительный статский советник П. Марини, надворный советник А. Фицарди, представитель торгового дома Штиглица П. Пуль и представитель Черноморского флота капитан-лейтенант А. И. Швенднер, командовавший до этого пароходами «Лиман», «Молния» и «Колхида». Для заказа пароходофрегатов в Англию 11 октября того же года из Петербурга был направлен командира фрегата «Флора» — капитан-лейтенант К. И. Истомин.
Контракт на постройку пароходофрегатов «Крым», «Одесса», «Херсонес» и «Бессарабия» был заключен Морским ведомством России с судостроительной верфью «W. & H. Pitcher» 2 февраля 1842 года. При этом производитель обязался уже к 15 сентября 1842 года построить «Крым» и «Одессу», а к 1 февраля 1843 года закончить строительство «Бессарабии» и «Херсонеса».

## История службы
Пароходофрегат «Одесса» был спущен на воду в феврале 1843 года на судостроительной верфи «W. & H. Pitcher» в Нордфлите, 6 мая 1843 года прибыл в Одессу с адмиралом М. П. Лазаревым на борту.
Начиная с 10 мая 1843 года использовался для пассажирских перевозок на линии Одесса—Константинополь под командованием лейтенанта А. Л. Альбрандта.
В начале Крымской войны пароходофрегат был вооружен и вошел в состав Черноморского флота. Летом 1853 года участвовал в перевозке пехотной дивизии из Крыма на кавказское побережье. Принимал участие в Синопском сражении, после сражения буксировал в Севастополь линейный корабль «Великий князь Константин».
Газета «Кавказ», № 30, от 1854 года, сообщала:

«С 3 по 5 марта 1854 г. отрядом кораблей под флагом вице-адмирала Л. М. Серебрякова сняты гарнизоны укреплений Черноморской береговой линии. Состав отряда: пароходы „Молодец“, флаг вице-адмирала Л. М. Серебрякова, „Крым“, флаг контр-адмирала А. И. Панфилова, „Одесса“, „Херсонес“, „Боец“, „Могучий“, „Аргонавт“, гребные суда на буксире пароходов и транспорта „Мамай“, „Бзыб“, „Гостогай“, „Кодос“, „Цемес“. Гарнизоны в количестве 5 тысяч человек со своими семьями, вольнопромышленники, большая часть казённого имущества доставлены в Новороссийск, а сами укрепления взорваны и сожжены».
Во время обороны Севастополя совместно с пароходофрегатами «Владимир», «Громоносец», «Бессарабия», «Херсонес» и «Крым» входил в отряд под командованием капитан-лейтенанта Г. И. Бутакова. В конце августа 1855 года «Одесса» была затоплена в Северной бухте при оставлении города гарнизоном. После войны при расчистке Севастопольской бухты 2 апреля 1860 года корпус пароходофрегата был поднят и сдан на слом.

## Память

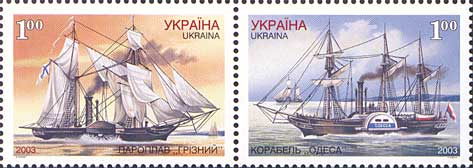
Пароход «Грозный» и пароходофрегат «Одесса» на почтовых марках Украины 2003 года

- В 1905 году к 50-летию обороны Севастополя, сооружён монумент «Памятник затопленным кораблям»[4].
- В 2003 году на Украине выпущены почтовые марки с пароходофрегатом «Одесса» и пароходом «Грозный»[5].
- Изображен на рисунках художника Е. В. Войшвилло, посвященных истории русского флота.